# Ред-Ривер (парафія)
Шаблон:StateAbbr_ 32°05′ пн. ш. 93°20′ зх. д. / 32.09° пн. ш. 93.33° зх. д.
Округ  Ред-Ривер (англ. Red River Parish) — округ (парафія) у штаті  Луїзіана, США. Ідентифікатор округу 22081.

## Історія
Парафія утворена 1871 року.

## Демографія
За даними перепису 
2000 року 
загальне населення округу становило 9622 осіб, зокрема міського населення було 2671, а сільського — 6951.
Серед мешканців округу чоловіків було 4578, а жінок — 5044. В окрузі було 3414 домогосподарства, 2527 родин, які мешкали в 3988 будинках.
Середній розмір родини становив 3,23.
Віковий розподіл населення поданий у таблиці:
| Стать    | До 15 років | 15-21 | 22-29 | 30-39 | 40-49 | 50-65 | 65-85 | Понад 85 |
| -------- | ----------- | ----- | ----- | ----- | ----- | ----- | ----- | -------- |
| Чоловіки | 1155        | 619   | 402   | 578   | 602   | 683   | 489   | 50       |
| Жінки    | 1163        | 522   | 447   | 644   | 656   | 768   | 719   | 125      |

## Суміжні округи
- Боссьєр — північ
- Б'єнвіль — північний схід
- Начітош — південний схід
- Де-Сото — захід
- Каддо — північний захід

## Виноски
1. ↑  U.S. Decennial Census. United States Census Bureau. Процитовано 1 вересня 2014.
2. ↑  Historical Census Browser. University of Virginia Library. Архів оригіналу за 11 серпня 2012. Процитовано 1 вересня 2014.
3. ↑  Population of Counties by Decennial Census: 1900 to 1990. United States Census Bureau. Процитовано 1 вересня 2014.
4. ↑  Census 2000 PHC-T-4. Ranking Tables for Counties: 1990 and 2000 (PDF). United States Census Bureau. Процитовано 1 вересня 2014.
5. ↑  State & County QuickFacts. United States Census Bureau. Архів оригіналу за 6 червня 2011. Процитовано 18 серпня 2013.(англ.) Наведено за англійською вікіпедією.
6. ↑  American FactFinder. Бюро перепису населення США. Архів оригіналу за 26 лютого 2012. Процитовано 31 січня 2008.

| США | Це незавершена стаття з географії США. Ви можете допомогти проєкту, виправивши або дописавши її. |